# Ketumile Masire

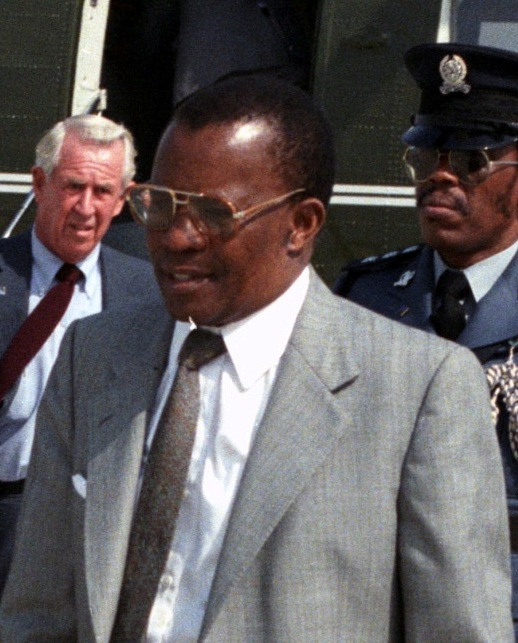
Quett Masire bei einem Staatsbesuch in den USA 1984

Quett Ketumile Joni Masire (* 23. Juli 1925 in Kanye; † 22. Juni 2017 in Gaborone; zuletzt kurz Ketumile Masire) war von 1980 bis 1998 Präsident von Botswana.

## Frühe Jahre
Masire gehörte zu den Bangwaketse und war der älteste Sohn eines seiner Regenten. Nach seiner Ausbildung zum Lehrer arbeitete er von 1949 bis 1955 an der Seepapitso Secondary School.

## Politiker
Im Januar 1962 gehörte er zu den Gründern der Bechuanaland Democratic Party, der späteren Botswana Democratic Party (BDP), die das Land seit 1965 regierte. Bis 1966 war er erster Sekretär der Partei. Als der Parteigründer und Premierminister Seretse Khama nach der Unabhängigkeit des bisherigen Betschuanaland am 30. September 1966 Präsident wurde, übernahm Masire das Amt des Vizepräsidenten, zuvor war er Khamas Stellvertreter als Regierungschef. Eine Zeit lang war er auch Finanzminister. Nach dem Tod Khamas am 13. Juli 1980 wurde Masire vom Parlament zum Nachfolger gewählt und trat seit Amt am 18. Juli 1980 an. Mit seinem Landwirtschaftsunternehmen GM Five geriet er gleichzeitig in finanzielle Schwierigkeiten. Während der drei Parlamentswahlen während seiner Amtszeit konnte die BDP ihre dominierende Rolle bewahren. Politisch setzte er die Linie seines Vorgängers fort, wodurch Botswana einer der stabilsten und wirtschaftlich erfolgreichsten Staaten Afrikas blieb. In der Außenpolitik war das Verhältnis zu Südafrika vor Abschaffung der Apartheid sein schwierigstes Problem. Einen Angriff der südafrikanischen Armee auf vermutete Basen des African National Congress brachte er im Juni 1985 vor den Weltsicherheitsrat, ließ es aber nicht zu einem Bruch mit Südafrika kommen. 1991 wurde er ehrenhalber von Königin Elisabeth II. als Knight Grand Cross in den Order of St Michael and St George aufgenommen. Im November 1997 kündigte er seinen Rücktritt an. Festus Mogae wurde am 1. April 1998 sein Nachfolger.
2010 wurde bekannt, dass das im Diamantbergbau tätige Unternehmen De Beers Masire während seiner Amtszeit finanziell unterstützt hatte; die BDP erhielt auch nach 1998 Zuwendungen von De Beers.

## Weitere Laufbahn
Für die Organisation für Afrikanische Einheit (OAU) übernahm er 1998 den Vorsitz einer Untersuchungskommission, die den Völkermord in Ruanda von 1994 untersuchte. 1999 war er als Wahlbeobachter bei den Parlamentswahlen in Nigeria nach dem Tod von Sani Abacha. Von 2000 bis 2003 übernahm Masire die Aufgabe, in der Demokratischen Republik Kongo zwischen den verfeindeten Parteien des Bürgerkriegs zu vermitteln. Später wurde er Vorsitzender der Global Afrika Resource & Energy Corporation, einem südafrikanischen Unternehmen mit Sitz in Sandton. Masire hielt Ämter in weiteren Positionen und wurde häufig von Universitäten weltweit als Gastredner eingeladen.
Von 1982 bis 1998 und erneut von 2008 bis zu seinem Tod amtierte Masire als Chancellor der University of Botswana.
2007 gründete er zusammen mit seiner Frau Olebile Masire die Sir Ketumile Masire Foundation. Er starb im Juni 2017 im Bokamoso Private Hospital in Gaborone. Seine Tochter ist die Diplomatin Mmasekgoa Masire-Mwamba.
2018 erhielt er postum den südafrikanischen Order of the Companions of OR Tambo.